# Huininkmaatbos
Het Huininkmaatbos, ook wel Huininkmaatpark of Pelkbospark is een park met bos in het zuidoosten van Winterswijk in de Nederlandse provincie Gelderland. Het gebied Huininkmaat is opgedeeld in drie delen, te weten het Huininkmaatpark, het clubgebied Huininkmaat en het Huininkmaatbos.
Het gebied wordt in het oosten begrensd door de Whemerbeek. Aan de randen van het bos lopen de Eelinkstraat, de Dokter Ten Havestraat, de Kottenseweg en de Laan van Napoleon. Langs de randen van het bos loopt het pad de Huininkmaat.
Het park lag in de jaren 50 en 60 naast het Algemeen Ziekenhuis. Tussen 2006 en 2008 is het park gesaneerd en opnieuw aangelegd, waarbij de oude bomen zijn blijven staan. Aan de noordwestzijde van het park ligt een vijver.

## Verenigingen
Er bevindt zich een skatebaan en een jeu de boules-baan. De volgende verenigingen hebben er hun onderkomen:
- Fiets Tour Club Wenters', clubhuis aan de Eelinkstraat[1]
- Budocentrum Winterswijk[2]
- Scoutinggroep Van Starckenrodegroep[3]

## Openluchttheater
Achterin het park, nabij De Eelinkes bevindt zich openluchttheater “De Huininkmaat”.  Het openluchttheater stamt uit 1949 en is in 1957 overgenomen door de gemeente Winterswijk. Na de komst van Theater De Storm in 1966 werd het voor het openluchttheater steeds moeilijker en vanaf 1980 werd het theater niet meer gebruikt. Dankzij een burgerinitiatief is het theater hersteld en in 2007 heropend. Het theater kent sindsdien 350 zitplaatsen. 